# Berlin Ostkreuz
Berlin Ostkreuz   egy átmenő vasútállomás Németországban, Berlinben. Az állomáson egyaránt megállnak a távolsági ICE és a regionális vonatok. A német vasútállomáskategória harmadik osztályába tartozik a forgalma alapján.
Nevét („keleti kereszt”) arról kapta, hogy Berlin keleti részén található, ott, ahol a körvasutat (Berliner Ringbahn) egy másik vasútvonal keresztezi, többszintű vasúti csomópontot hozva ezzel létre. Az állomás 1842-ben nyílt meg, legutolsó jelentős felújítása 2006-ban kezdődött és 2018-ban fejeződött be.

## Vasútvonalak
Az állomást az alábbi vasútvonalak érintik:
- Berlin Ringbahn
- Berlin–Küstrin railway
- Berlin–Wrocław-vasútvonal

## Kapcsolódó állomások
A vasútállomáshoz az alábbi állomások vannak a legközelebb:
- Erkner állomás (Bahnhof Frankfurt (Oder), RE 1)
- Berlin Ostbahnhof (RE 1, RE 7 (Berlin/Brandenburg), RE 8 (Berlin/Brandenburg), RB 14 (Nauen - Berlin Schönefeld Flughafen), RB23)
- Berlin Alexanderplatz (Wismar railway station, RE 2)
- Königs Wusterhausen állomás (Cottbus Hauptbahnhof, RE 2)
- Berlin-Schöneweide (RB 24 (Berlin/Brandenburg), RB 32 (Berlin/Brandenburg))
- Bernau bei Berlin station (Eberswalde, RB 24 (Berlin/Brandenburg))
- Schönefeld (bei Berlin) (2022. december 11. – , RE 7 (Berlin/Brandenburg), RB 14 (Nauen - Berlin Schönefeld Flughafen))
- Berlin-Lichtenberg (Templin Stadt railway station, RB 12 (Berlin/Brandenburg), RB 25 (Berlin/Brandenburg), RB 26 (Berlin/Brandenburg), RB 32 (Berlin/Brandenburg))
- Bahnhof Flughafen BER (RB23, RB 32 (Berlin/Brandenburg))
- Berlin-Gesundbrunnen állomás (Berlin Hauptbahnhof (tief), RB 32 (Berlin/Brandenburg))

## Forgalom

### Távolsági forgalom
| Járat   | Útvonal | Gyakoriság       | Peronszint |
| ------- | --- | ---------------- | ---------- |
| FLX 10  | Berlin-Lichtenberg – Berlin Ostkreuz – Berlin Ostbahnhof – Berlin Hbf – Berlin Zoologischer Garten – Wolfsburg – Lehrte – Hannover Messe/Laatzen – Göttingen – Kassel-Wilhelmshöhe – Fulda – Hanau Hbf – Frankfurt (Main) Süd – Darmstadt Hbf – Weinheim(Bergstraße) – Heidelberg Hbf – Vaihingen (Enz) – Stuttgart Hbf                                                             | 1–2 vonatpár     | lent       |
| IC 2432 | Cottbus – Lübbenau – Lübben – Königs Wusterhausen – Berlin Ostkreuz – Berlin Ostbahnhof – Berlin Hbf – Berlin Wannsee – Potsdam – Brandenburg – Magdeburg – Helmstedt – Braunschweig – Hannover – Nienburg – Verden – Bremen – Delmenhorst – Hude – Oldenburg – Bad Zwischenahn – Westerstede-Ocholt – Augustfehn – Leer – Emden – Marienhafe – Norden – Norddeich – Norddeich Mole | bizonyos vonatok | lent       |

### Regionális forgalom
| Járat | Útvonal | Gyakoriság    | Peronszint |
| ----- | --- | ------------- | ---------- |
| RE 1  | Magdeburg – Magdeburg-Neustadt – Güsen – Genthin – Brandenburg – Potsdam – Berlin-Wannsee – Berlin-Charlottenburg – Berlin Zoologischer Garten – Berlin Hbf – Berlin Friedrichstraße – Berlin Alexanderplatz – Berlin Ostbahnhof – Berlin Ostkreuz – Erkner – Fürstenwalde (Spree) – Frankfurt (Oder) – Eisenhüttenstadt (– Guben – Cottbus) | 30 percenként | lent       |
| RE 2  | Wismar – Schwerin – Wittenberge – Berlin-Spandau – Berlin Zoologischer Garten – Berlin Hbf – Berlin Friedrichstraße – Berlin Alexanderplatz – Berlin Ostkreuz – Königs Wusterhausen – Lübben (Spreew) – Lübbenau (Spreewald) – Cottbus | 60 percenként | lent       |
| RE 7  | Dessau – Bad Belzig – Beelitz-Heilstätten – Michendorf – Potsdam Medienstadt Babelsberg – Berlin-Wannsee – Berlin-Charlottenburg – Berlin Zoologischer Garten – Berlin Hbf – Berlin Friedrichstraße – Berlin Alexanderplatz – Berlin Ostbahnhof – Berlin Ostkreuz – Berlin-Schönefeld Flughafen – Wünsdorf-Waldstadt                         | 60 percenként | lent       |
| RB 12 | Berlin Ostkreuz – Berlin-Lichtenberg –Oranienburg – Löwenberg (Mark) – Zehdenick (Mark) – Templin – Templin Stadt | 60 percenként | fent/ lent |
| RB 14 | Nauen – Berlin-Spandau – Berlin-Charlottenburg – Berlin Zoologischer Garten – Berlin Hbf – Berlin Friedrichstraße – Berlin Alexanderplatz – Berlin Ostbahnhof – Berlin Ostkreuz – Berlin-Schönefeld Flughafen | 60 percenként | lent       |
| RB 24 | Senftenberg – Lübbenau (Spreewald) – Lübben (Spreewald) – Königs Wusterhausen – Berlin-Schöneweide – Berlin Ostkreuz – Berlin-Lichtenberg – Bernau (b Berlin) – Eberswalde Hbf | 60 percenként | fent       |
| RB 25 | Berlin Ostkreuz – Berlin-Lichtenberg – Ahrensfelde – Werneuchen | 60 percenként | fent/ lent |
| RB 26 | Berlin Ostkreuz – Berlin-Lichtenberg – Berlin-Mahlsdorf – Strausberg – Müncheberg (Mark) – Seelow-Gusow – Werbig ;– Küstrin-Kietz – Kostrzyn (Küstrin) (nur im Berufsverkehr: – Gorzów Wielkopolski) | 60 percenként | lent       |

### S-Bahn
| Járat | Útvonal | Gyakoriság csúcsidőben | Peronszint |
| ----- | --- | ---------------------- | ---------- |
|       | Spandau – Stresow – Pichelsberg – Olympiastadion – Heerstraße – Messe Süd – Westkreuz – Charlottenburg – Savignyplatz – Zoologischer Garten – Tiergarten – Bellevue – Hauptbahnhof – Friedrichstraße – Hackescher Markt – Alexanderplatz – Jannowitzbrücke – Ostbahnhof – Warschauer Straße – Ostkreuz – Rummelsburg – Betriebsbahnhof Rummelsburg – Karlshorst – Wuhlheide – Köpenick – Hirschgarten – Friedrichshagen – Rahnsdorf – Wilhelmshagen – Erkner          | 10 percenként          | lent       |
|       | Westkreuz – Charlottenburg – Savignyplatz – Zoologischer Garten – Tiergarten – Bellevue – Hauptbahnhof – Friedrichstraße – Hackescher Markt – Alexanderplatz – Jannowitzbrücke – Ostbahnhof – Warschauer Straße – Ostkreuz – Nöldnerplatz – Lichtenberg – Friedrichsfelde Ost – Biesdorf – Wuhletal – Kaulsdorf – Mahlsdorf – Birkenstein – Hoppegarten – Neuenhagen – Fredersdorf – Petershagen Nord – Strausberg – Hegermühle – Strausberg Stadt – Strausberg Nord  | 10 percenként          | lent       |
|       | Potsdam Hauptbahnhof – Babelsberg – Griebnitzsee – Wannsee – Nikolassee – Grunewald – Westkreuz – Charlottenburg – Savignyplatz – Zoologischer Garten – Tiergarten – Bellevue – Hauptbahnhof – Friedrichstraße – Hackescher Markt – Alexanderplatz – Jannowitzbrücke – Ostbahnhof – Warschauer Straße – Ostkreuz – Nöldnerplatz – Lichtenberg – Friedrichsfelde Ost – Springpfuhl – Poelchaustraße – Marzahn – Raoul-Wallenberg-Straße – Mehrower Allee – Ahrensfelde | 10 percenként          | lent       |
|       | Ostkreuz – Nöldnerplatz – Lichtenberg – Friedrichsfelde Ost – Springpfuhl – Gehrenseestraße – Hohenschönhausen – Wartenberg | 10 percenként          | lent       |
| ↻ ↺   | Gesundbrunnen – Schönhauser Allee – Prenzlauer Allee – Greifswalder Straße – Landsberger Allee – Storkower Straße – Frankfurter Allee – Ostkreuz – Treptower Park – Sonnenallee – Neukölln – Hermannstraße – Tempelhof – Südkreuz – Schöneberg – Innsbrucker Platz – Bundesplatz – Heidelberger Platz – Hohenzollerndamm – Halensee – Westkreuz – Messe Nord/ICC – Westend – Jungfernheide – Beusselstraße – Westhafen – Wedding – Gesundbrunnen                      | 5 percenként           | fent       |
|       | Birkenwerder – Hohen Neuendorf – Bergfelde – Schönfließ – Mühlenbeck-Mönchmühle – Blankenburg – Pankow-Heinersdorf – Pankow – Bornholmer Straße – Schönhauser Allee – Prenzlauer Allee – Greifswalder Straße – Landsberger Allee – Storkower Straße – Frankfurter Allee – Ostkreuz – Treptower Park – Plänterwald – Baumschulenweg – Schöneweide – Betriebsbahnhof Schöneweide – Adlershof – Grünau (– Eichwalde – Zeuthen)                                           | 20 percenként          | fent       |
|       | Pankow – Bornholmer Straße – Schönhauser Allee – Prenzlauer Allee – Greifswalder Straße – Landsberger Allee – Storkower Straße – Frankfurter Allee – Ostkreuz – Treptower Park – Plänterwald – Baumschulenweg – Schöneweide (– Betriebsbahnhof Schöneweide – Adlershof – Grünau) | 20 percenként          | fent       |

### Busz
Autóbuszjáratok: 194, 347 és N94.

## A víztorony
Az állomástól délre egy 50 méter magas víztorony található. Ezt a tornyot 1909 és 1912 között építették Karl Cornelius tervei alapján. Feladata volt, hogy ellássa vízzel az Ostkreuzon áthaladó gőzmozdonyokat. Kerek törzse üvegezett lila színű téglákkal van borítva. Erre egy hengeres nyomásálló víztartály került, mely 400 köbméter vizet tudott tárolni és teljesen integrálták a tetővel. A meredek tető és a poligonális kupola a szecesszió hatását mutatja. A víztorony Ostkreuz jelképe, mely messziről is jól látható. Védett műemlék.

## Képek

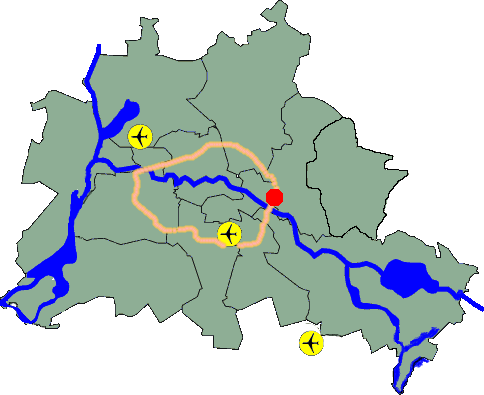
Az állomás elhelyezkedése Berlinben a körvasúton
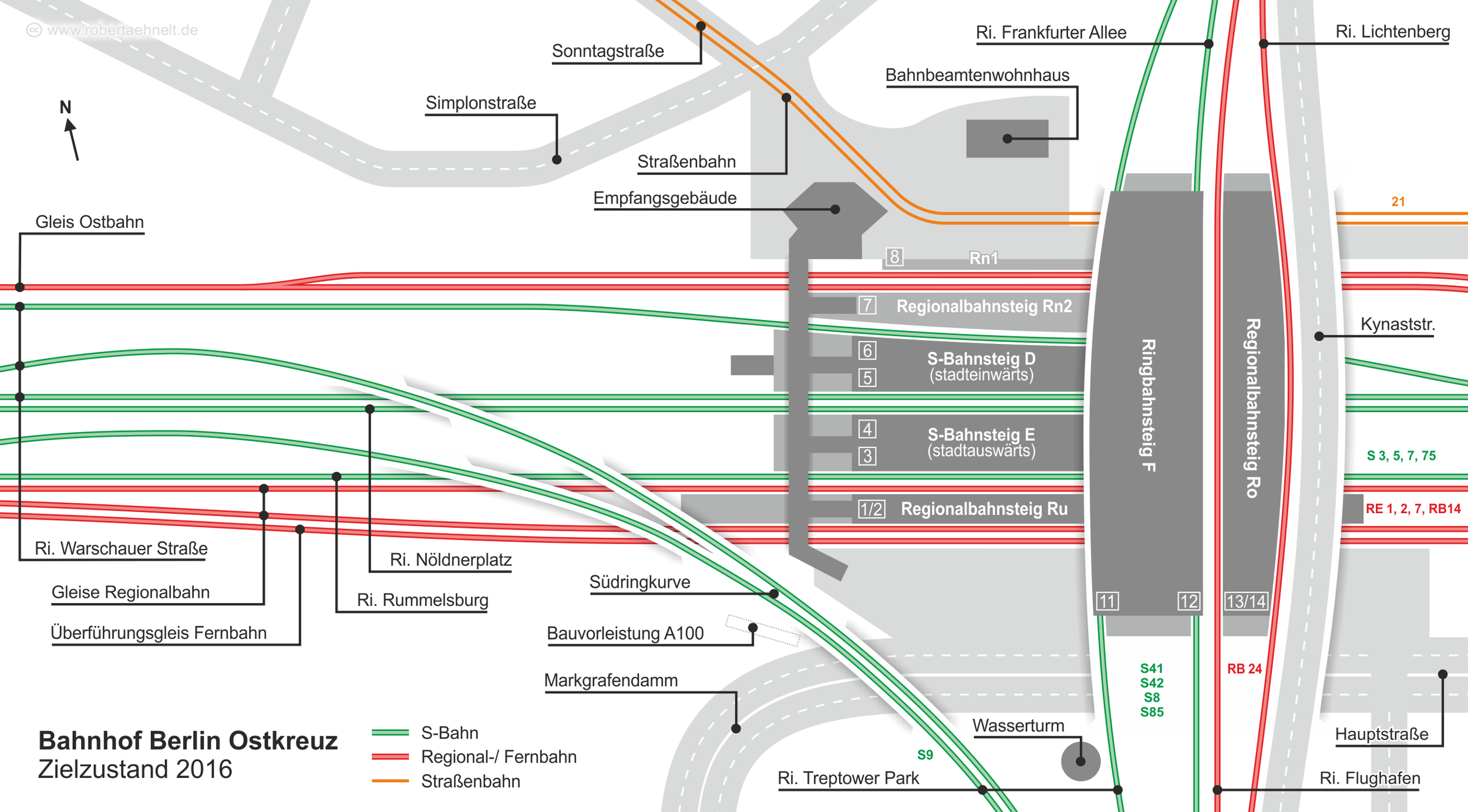
Vágányhálózat
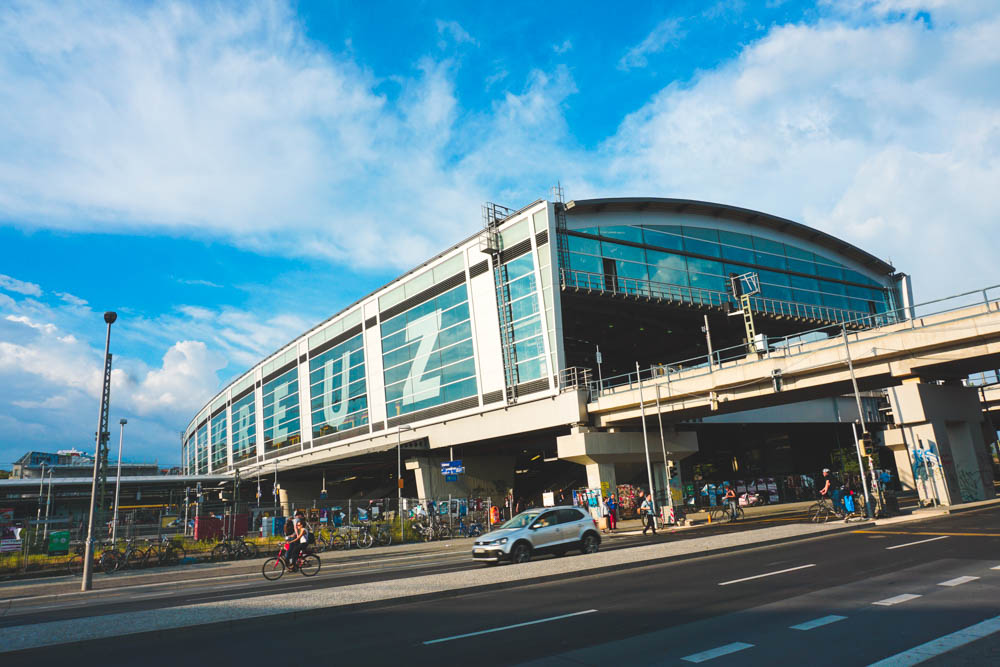
Az állomás épülete
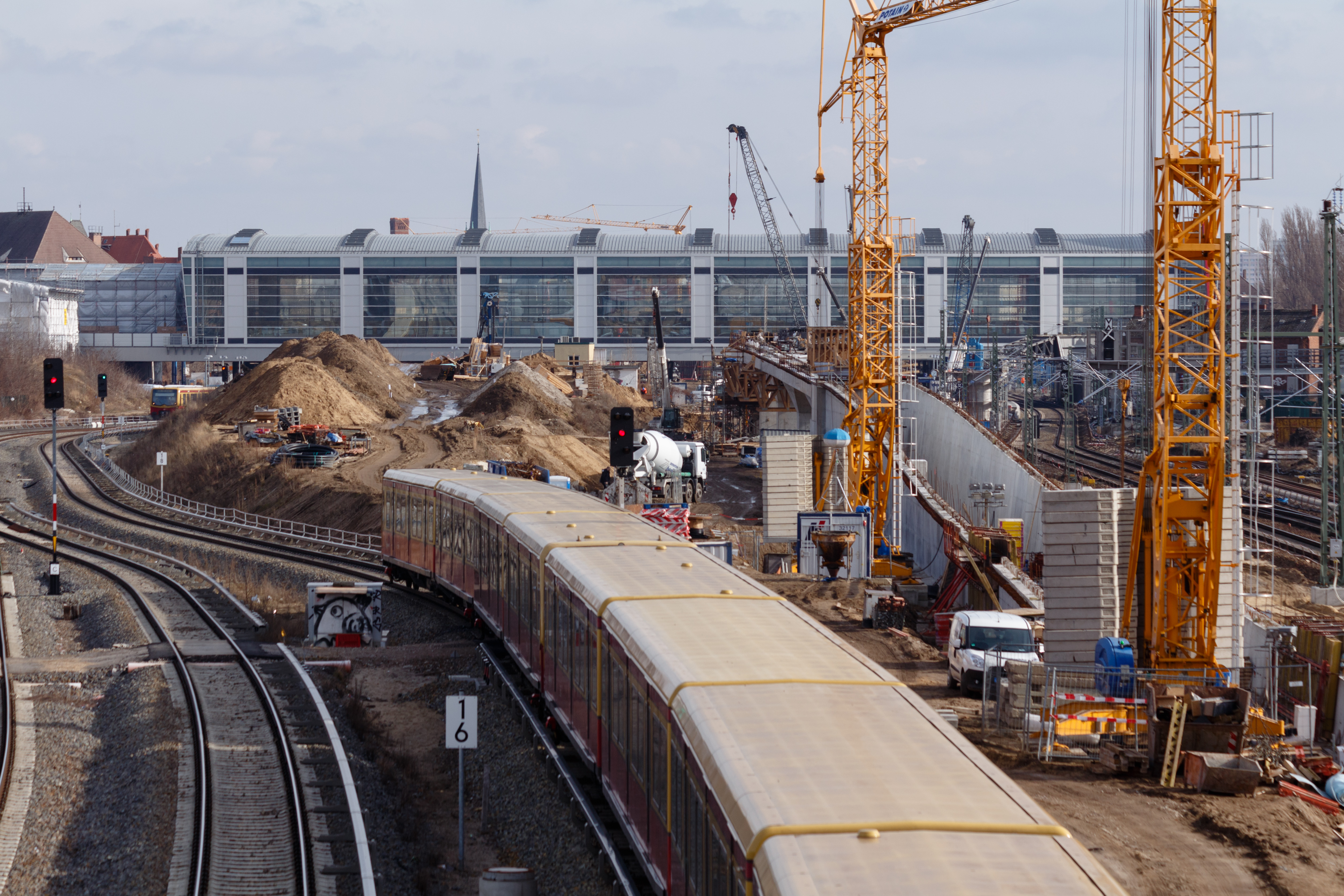
A 2015-ös átépítés
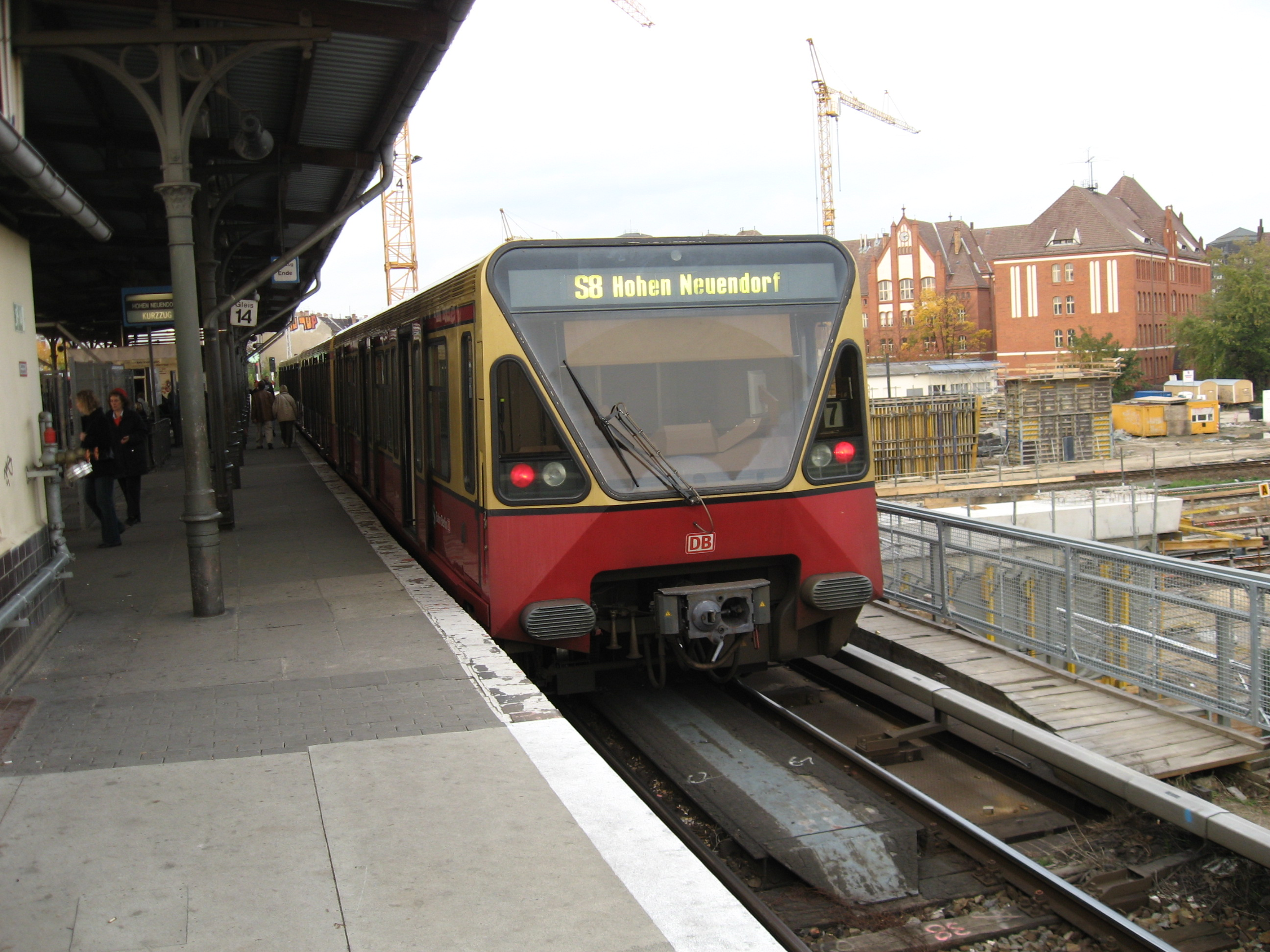
S-Bahn érkezik az állomásra
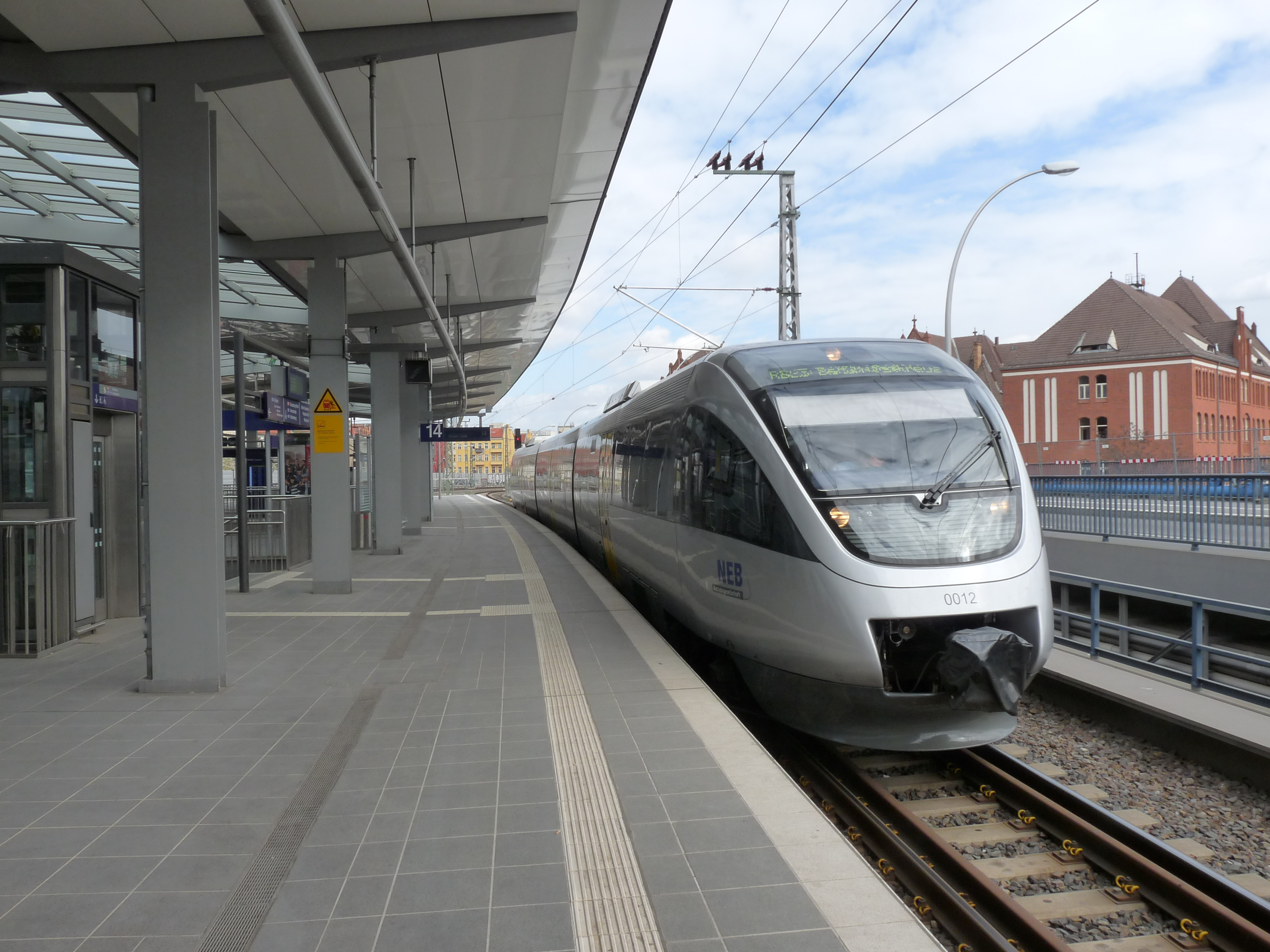
Dízelmotorvonat az állomáson
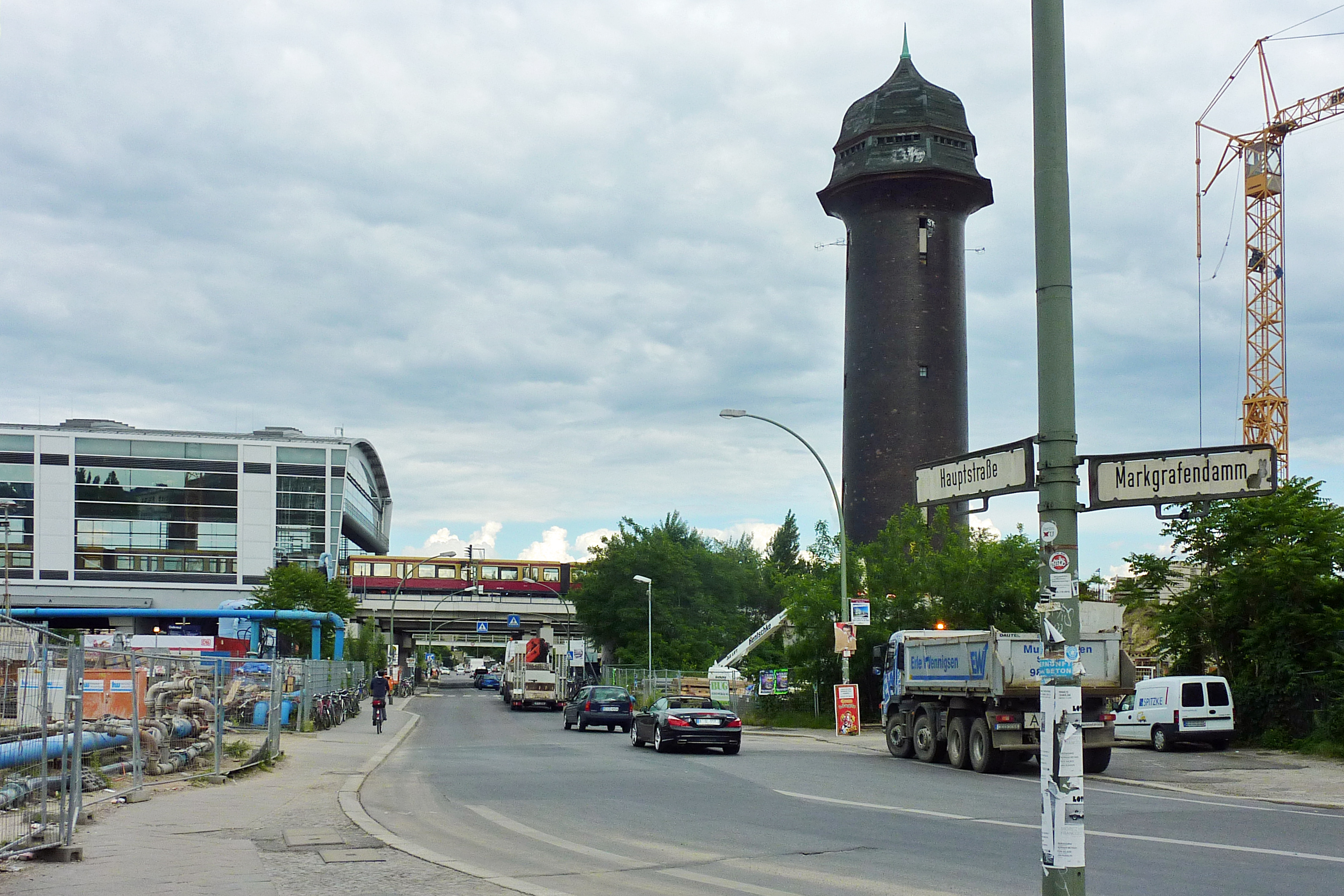
A víztorony 2013-ban
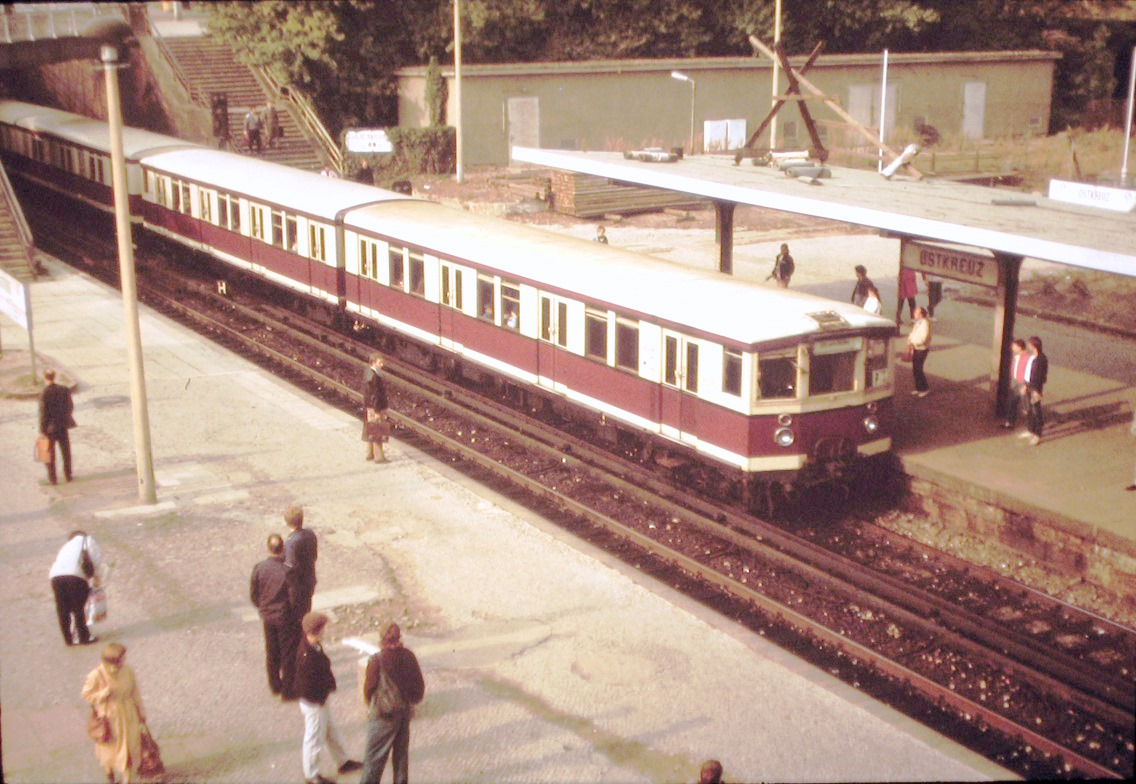
S-Bahn érkezik az állomásra 1989-ben
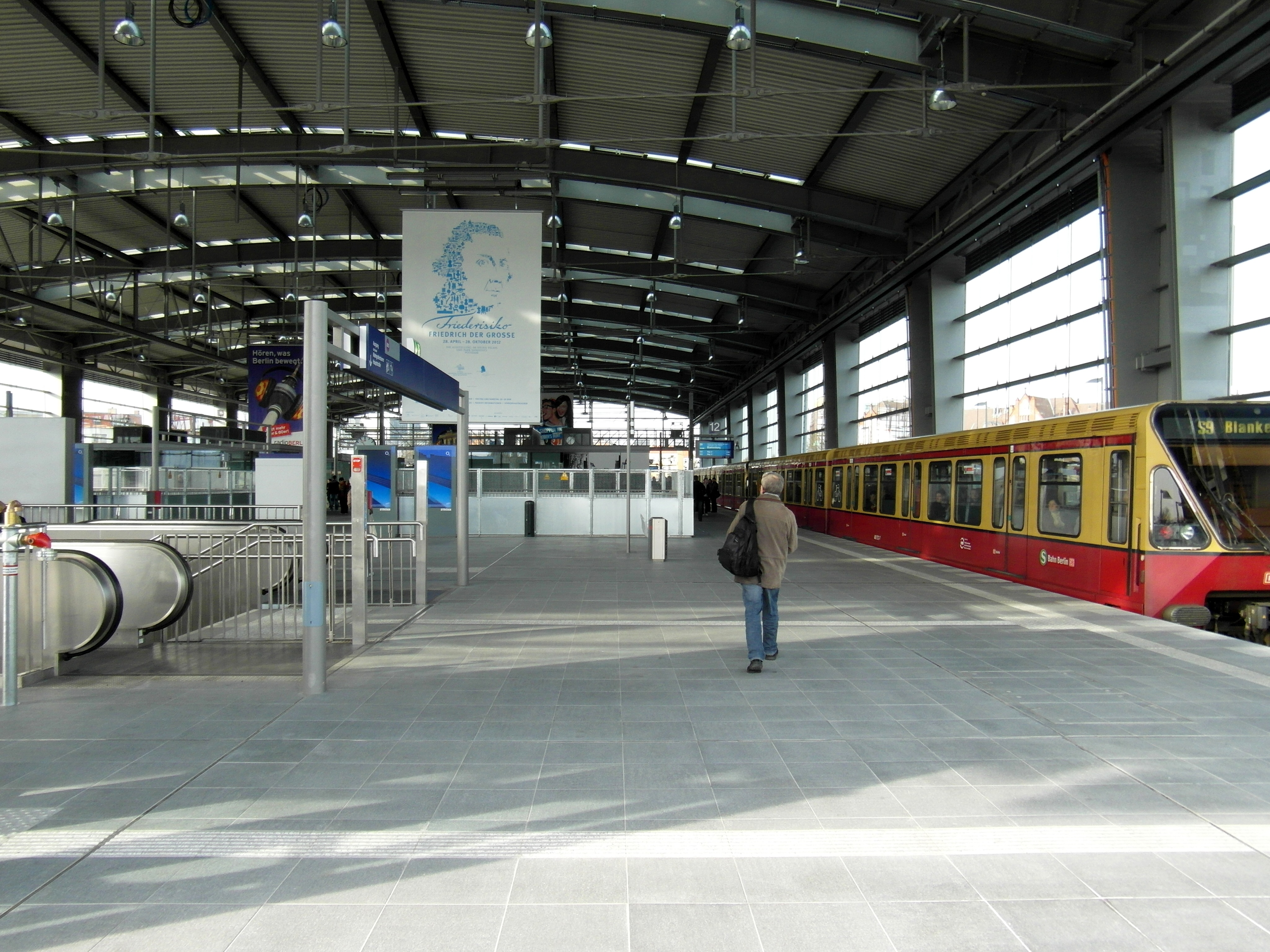
A peronok
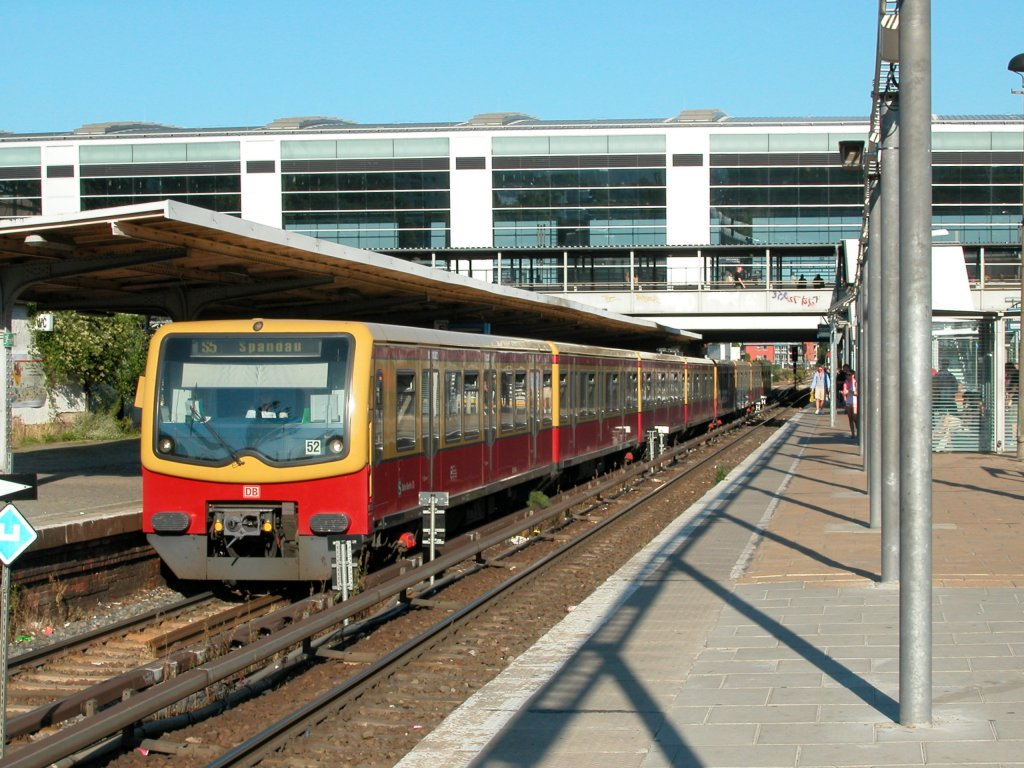
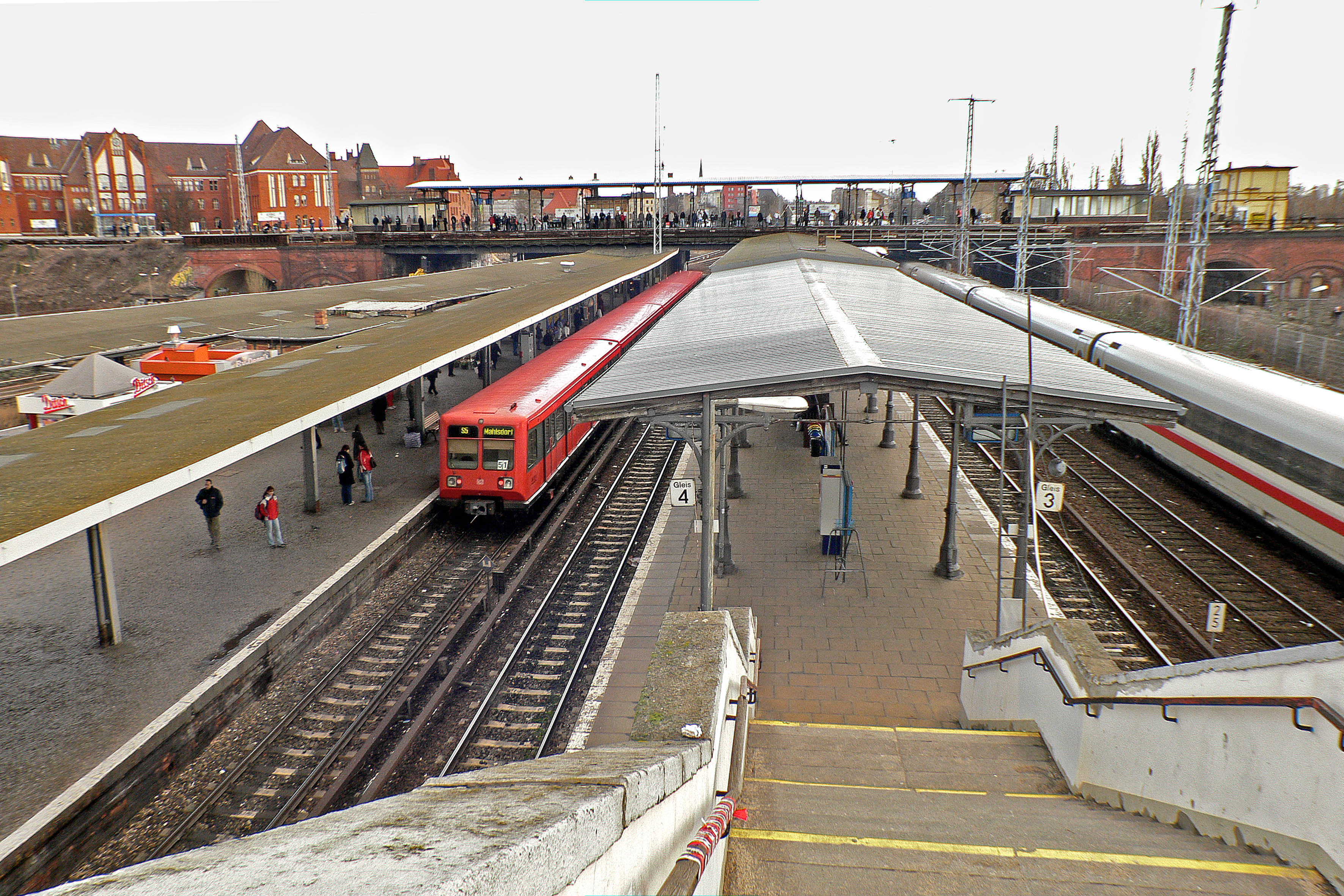